# Festival du Val-d'Oise
 (mai 2017).
Si vous disposez d'ouvrages ou d'articles de référence ou si vous connaissez des sites web de qualité traitant du thème abordé ici, merci de compléter l'article en donnant les références utiles à sa vérifiabilité et en les liant à la section « Notes et références ».
Depuis 1983, le Festival du Val-d'Oise existe à l'ombre des grands événements médiatisés.
Il est né du constat d'un besoin culturel dans ce département du Val-d'Oise inégalement pourvu en structures et équipements théâtraux. En effet, à côté de villes dynamiques, l'on trouvait des communes dont la vie culturelle était quasi inexistante. C'est donc dans ce contexte que le Festival prend naissance pour s'inscrire totalement dans une démarche de décentralisation.

## Fonctionnement
Chaque ville partenaire, et le Festival en accueille de nouvelles chaque année, se voit proposer une programmation en adéquation avec ses équipements, ses publics et ses priorités. Le festival apporte à chaque ville l'assistance en logistique sur le plan administratif. Un pool de matériel technique est également à la disposition des partenaires avec la compétence de deux techniciens
La programmation non thématique privilégie cependant deux axes principaux :
- Les compagnies indépendantes
- Les auteurs contemporains.